# 야구라

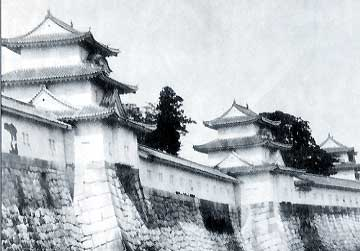
1868년 무렵 촬영된 오사카성의 야구라

야구라(일본어: 櫓)란 성에서 방어용 혹은 감시용으로 지어진 가설 또는 상설 건물이다.

## 역사
기원
일본의 성에서 야구라의 기원은 3가지 설이 있다.
1. 간단히 주변을 감시하기 위해 세운 건물에서 발전했다는 설이다.
2. 야구라 동명으로 불리는 화살 창고와 같기 때문에 무기고에서 발전했다는 설이 있다.
3. 활을 쏘는 장소가 원형이라는 설이다.

초기의 야구라는《후삼년합전회사(後三年合戦絵詞)》와《일편상인회전(一遍上人絵伝)》등 중세의 에마키모노에서 볼 수 있듯 농성전시에 방어와 감시를 위해 설치된 가설 건축물로서의 요소가 강했지만, 센고쿠 시대 말기에 오면, 야구라는 토대 위에 반듯이    세워 방화와 방탄을 고려해 석회와 지붕에 기와를 올린 상설 건축물로 발전한다.
아즈치모모야마 시대
도요토미 히데요시가 일본 전토를 통일한 1590년 무렵부터 수하 무장들이 각지에 성을 축조하였고, 야구라가 다수 건축되었다. 이 무렵에 축조된 야구라의 구조는 망루형이 주류였다. 망루형이란, 건물의 지붕위에 야구라를 올린 형태를 말한다.
에도 시대
세키가하라 전투 후, 에도 막부에 의해 다이묘들의 지역 배분이 시작되어 각 지역으로 재배치 되었다. 이에 따라 새로운 성주 부임으로 기존의 성은 대폭 개축되거나, 새로이 축조되었다. 이 시기 에도 막부는 주요 거점에 성을 축조하였고, 각 지역에 노역을 부과했다. 이 결과 축성기술은 한층 발전하였으며, 전국으로 퍼지게 된다. 현존하는 야구라는 대부분 이 시기에 축조된 것으로 세키가하라 전투 이전에 지어진 야구라는 그다지 남아있지 않다.
야구라도 크게 발전해, 승탑형이 주류를 이루었으며 야구라에는 방비를 위한 시설인 이시오토시, 사마 등이 설치되었다. 승탑형은 탑처럼 아래부분에서 위로 갈수록 체감되도록 짓는 방식이다.
1610년대에 오면 점차 성의 개축 및 신축도 줄어들었으며, 이에 더해 1615년 음력 7월 2대 쇼군 도쿠가와 히데타다가 후시미성에서 무가제법도를 반포해 성의 신규축조를 원칙적으로 금한다. 이에 따라 막부 주도로 지어지는 오사카성 축조와 후쿠야마성 등 일부 후다이 다이묘의 성을 제외하고는 성이 축조되지 않았다. 또, 정국이 안정되면서 야구라는 점차 전쟁과는 거리가 먼 성격으로 지어지게 되고, 천수가 소실되거나 없는 성에서는 성의 상징으로 변모하게 된다. 일례로 에도 성의 후지미 야구라가 이에 속한다.
메이지 시대 이후
막부말 동란기에 오면, 보신 전쟁 및 세이난 전쟁 등의 내란으로 성의 소실과 함께 야구라가 소실되거나 폐성령의 반포로 많은 성의 야구라가 파각된다. 또, 태평양 전쟁의 전란 및 화재로 남아 있던 야구라마저 소실되어 109동의 야구라만 현존해 있다.